# Hvězdárna a planetárium v Českých Budějovicích
Hvězdárna a planetárium v Českých Budějovicích se nachází na Zátkově nábřeží v parku Háječek na soutoku Vltavy a Malše, pobočka stojí na Kleti.
.

## Historie a popis
Celý název organizace, která je příspěvkovou organizací Jihočeského kraje, je Hvězdárna a planetárium České Budějovice s pobočkou na Kleti. V roce 1928 byla v krajském městě založena organizace Jihočeská astronomická společnost, jejímž prvním předsedou byl Dr. Karel Vodička. Jejím cílem bylo mimo jiné i postavení hvězdárny, která by umožnila popularizovat astronomii. Budovu se po veřejné sbírce, do níž částečně přispěl stát i město, podařilo otevřít v roce 1937, čímž se stala druhou nejstarší veřejnosti přístupnou („lidovou“) hvězdárnou v Čechách. Až do 50. let 20. století neměla placené zaměstnance a členové spolku byli amatérští astronomové, kteří pro veřejnost organizovali promítání, přednášky a pozorování a sami se věnovali pozorování planet a meteorů, astrofotografii a podobně.
V 50. letech byla spojena s Českou astronomickou společností a hvězdárnu spravovaly postupně krajský, městský (1960) a okresní národní výbor (1964), od 90. let pak okresní úřad v Českých Budějovicích a od roku 2003 patří do správy Jihočeského kraje.
Roku 1971 bylo k budově přistavěna další část s kinosálem, který je od roku 1993 vybaven videoprojektorem a možností projekce počítačových dat. V roce 2019 hvězdárna získala za 11 milionů korun nové digitální planetárium, jež má výrazně vyšší rozlišení než původní technologie. V sálu o průměru 8,5 metru je 48 míst.

### Architektura planetária[9]

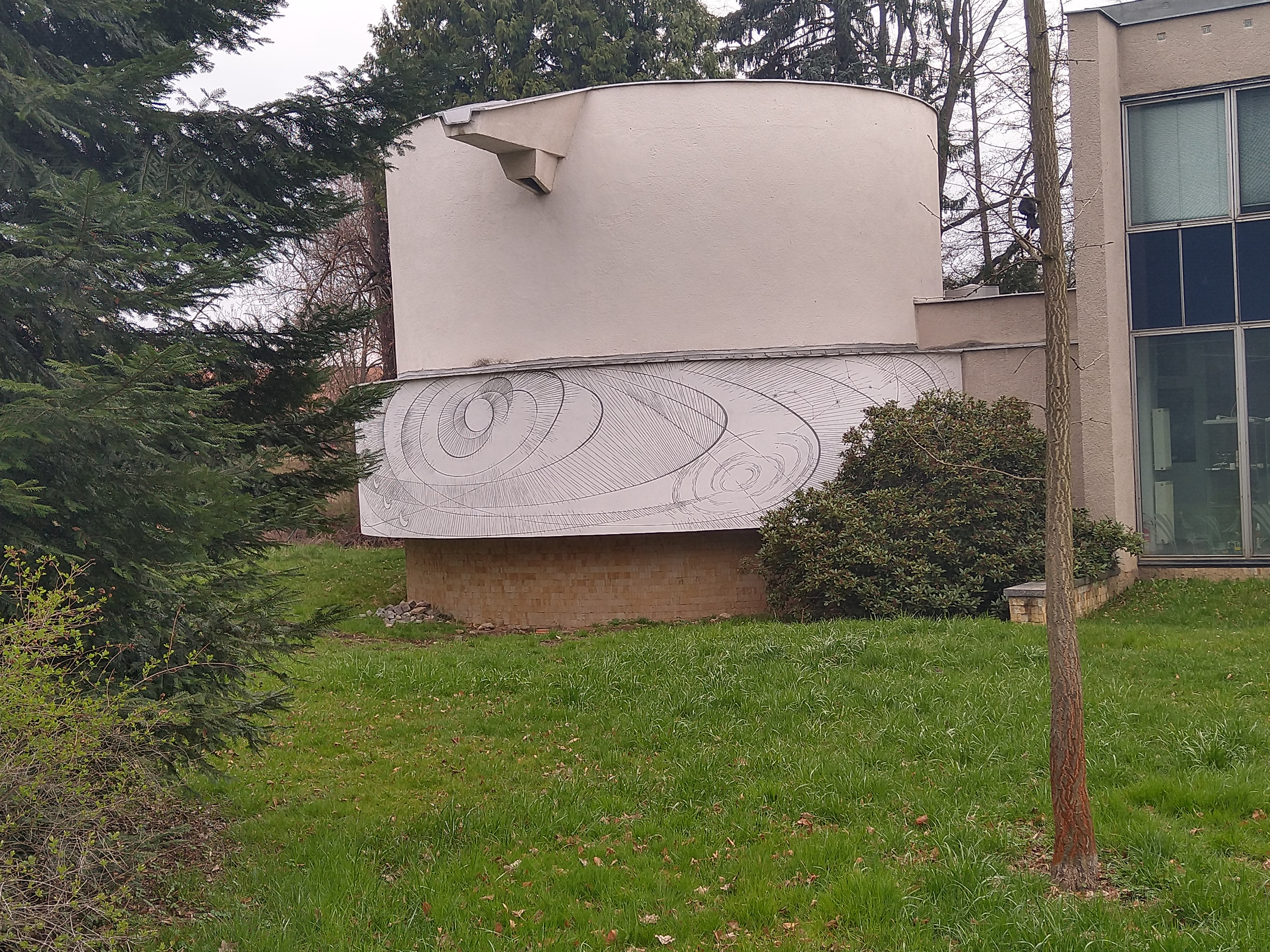
Planetárium vyzdobené sgrafitem

Budova planetária byla k hvězdárně připojena přístavbou. Autory projekty byli Ludvík Sýkora a Milan Pázler z českobudějovického Stavoprojektu. Autoři se inspirovali západní brutalistní architekturou. Budova má podobu válce s prstencem a "zobákem" svodu dešťové vody. Jsou přiznány ocelové traverzy které nesou stavbu sálu či panely fasády. Plášť planetária zdobí sgrafito se stylizovaným zobrazením sluneční soustavy od jihočeského výtvarníka Jana Hally.

### Botanická zahrada
Ještě ve 30. letech 20. století se rozhodla Vlastivědná společnost jihočeská založit kolem hvězdárny botanickou zahradu. Zahrada byla realizována podle návrhu Františka Jiráska, který měl na starost botanickou zahradu Masarykovy university. Součástí botanické zahrady bylo jak alpinum s různými druhy rozchodníků, tak i bazén pro sbírky kosatců. Krom toho se pěstovaly také mochny, rozrazily a mnohé středomořské rostliny. Botanická zahrada zpustla během druhé světové války a už nebyla obnovena. Přesto se dochovaly alespoň zbytky vzácných dřevin jako kupříkladu břestovec jižní, jedlovec kanadský nebo borovice limba.

### Hvězdárna na Kleti
Pobočková hvězdárna na Kleti leží v nadmořské výšce 1 070  m od roku 1957 a je nejvýše položenou observatoří v Česku. Specializuje se na pozorování planetek, jichž k 7. květnu 2016 měla uvedených přes 1703. V roce 2003, kdy oznámila objev tisící planetky, patřila mezi dvacet nejúspěšnějších objevitelů planetek na světě. Poblíž vrcholu stojí sluneční hodiny z roku 1974 podle návrhu českokrumlovského architekta Petra Peška.

## Činnost
Hvězdárna nabízí program pro veřejnost i školy všech typů, od mateřských po vysoké, v rámci prohlídek je možné navštívit kupoli hvězdárny s používanými dalekohledy a planetárium nabízející simulaci noční oblohy. Součástí přednášek bývá i promítání filmů, pro děti jsou k dispozici pracovní listy.
V českobudějovickém planetáriu se pravidelně konají výstavy, většinou spojené s oborem astronomie a přírodovědy, a to včetně výstav fotografií zvířat pořízených přes okno observatoře Kleťské hvězdárny.
Hvězdárna poskytuje přístup do webové Kleťské astronomické ročenky, jejímž datovým základem jsou doporučované planetární a lunární efemeridy JPL DE405. Její výstupy umožňují například zobrazit polohy základních těles sluneční soustavy, jejich fázi, vzdálenost od Slunce a Země, začátky a konce soumraků pro libovolný časový okamžik v letech 1900–2060 nebo časy východu a západu Slunce a jeho průchodu místním poledníkem.

## Zajímavosti
- V zaniklé botanické zahradě kolem budovy se nacházejí také vzácné stromy jako borovice limba, jedlovec kanadský, korkovník amurský nebo jinan dvoulaločný.[5]
- Tisící planetka objevená na Kleti se od roku 2013 jmenuje Boiohaemum. Objevena byla 27. února 2003.[11] Z této tisícovky jich v roce 2013 měla jméno necelá polovina planetek.[13]
- V roce 2019 místní digitální planetárium uvedlo v evropské premiéře film amerického režiséra Stephena van Vuuerena V Saturnových prstencích, který vznikl ze sedmi milionů skutečných fotografií vesmíru, jež během svého letu pořídila kosmická sonda Cassini.[21]
- Hvězdárnu 3. srpna 2011 navštívil americký astronaut Andrew Feustel, aby v rámci besed pro veřejnost po Česku také ukázal plyšového Krtečka, jehož s sebou měl během cesty do vesmíru raketoplánem Atlantis v roce 2011.[22][23] Při té příležitosti se z úst ředitelky Hvězdárny Jany Tiché se dozvěděl o pojmenování planetky číslo 191282 jeho příjmením, k čemuž mu byl předán oficiální dektret.[24][25]

## Galerie

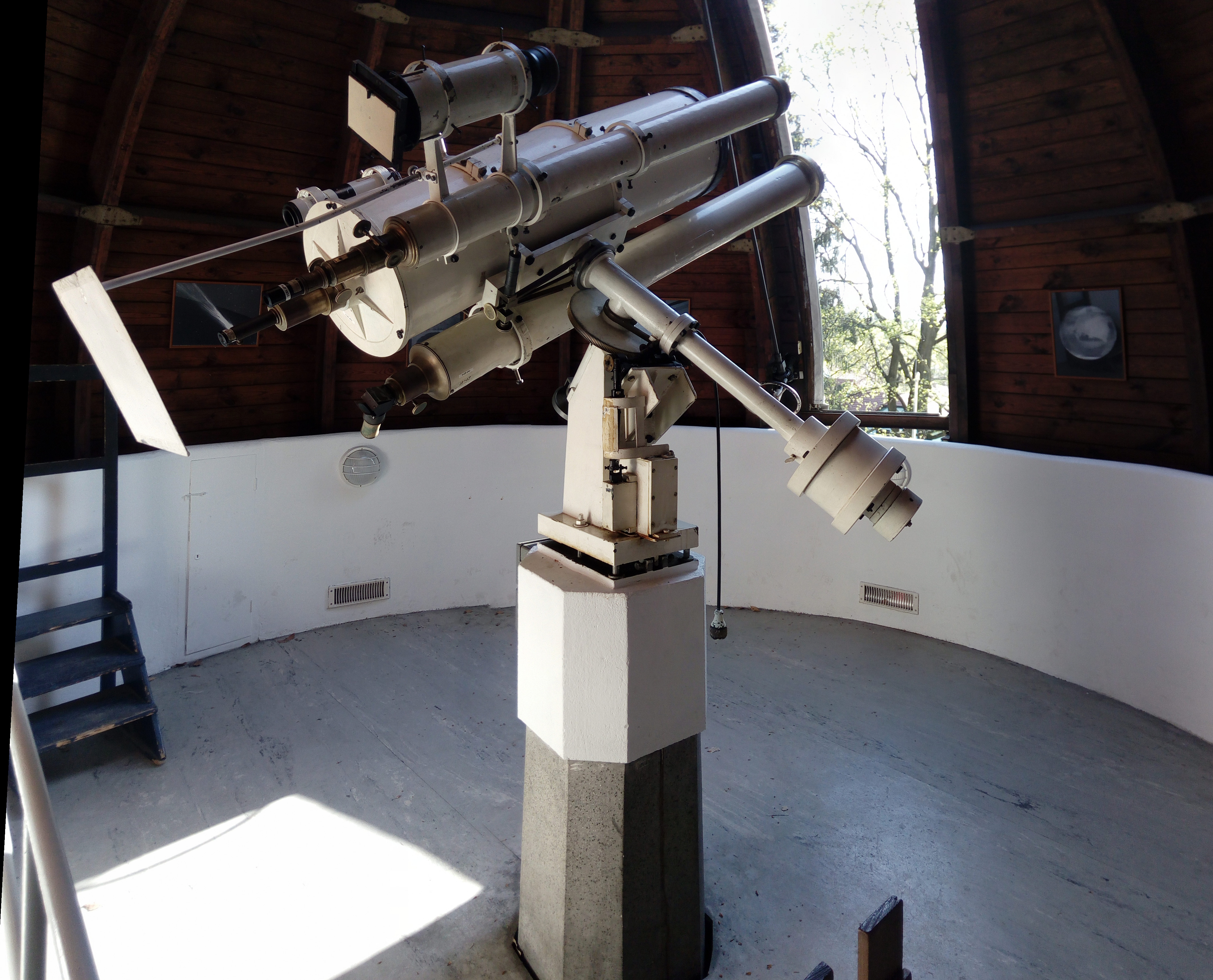
Dalekohled v kupoli
Pohled na planetárium z výšky
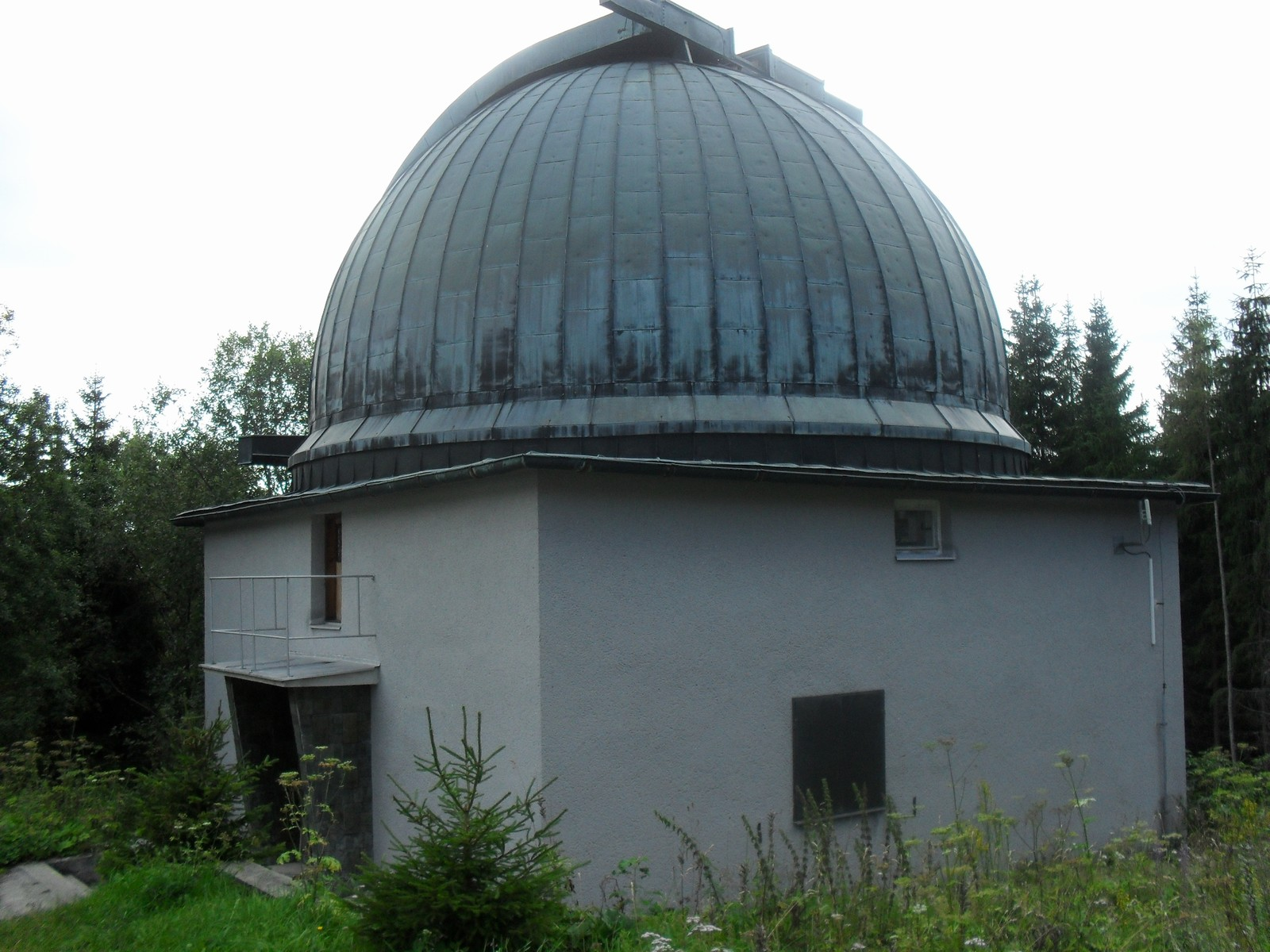
Observatoř na Kleti